# 51E busz (Debrecen)

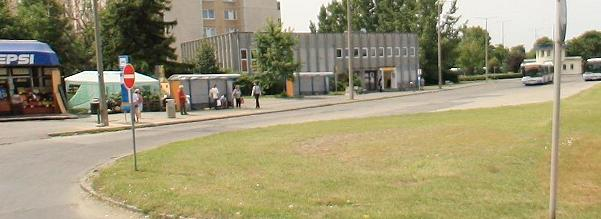
Doberdó utca régen

A debreceni 51E jelzésű autóbusz a Doberdó utca és a Főnix Csarnok között közlekedik, az egyetemi óraváltásokhoz igazítva, február 8. és május 20., valamint szeptember 5. és december 16. között. A járatok munkanapokon 9:35 és 17:35 között két órás követéssel indulnak a Doberdó utcától. Hétvégén és egyetemi tanítási időszakon kívül nem indítanak járatot. A viszonylatot a Debreceni Közlekedési Zrt. üzemelteti.

## Történet
2011-ben 51-es jelzéssel indítottak már egyetemi járatot, de az akkor létrehozott 22-es és 24-es autóbuszokkal utaztak inkább az emberek, így azt a járatot megszüntették. Az új egyetemi járatot 2012. március 1-jén indították. Ez a járat már nem érinti az Agrárt, csupán az Egyetem és a Campus összekötése a feladata. A járat bevált, ugyanis 2012 óta minden szorgalmi időszakban közlekedik.

## Útvonala
| Doberdó utca ► Főnix Csarnok ► Doberdó utca |
| --- |
| Doberdó utca vá. – Kartács utca – Dóczy József utca – Nagyerdei körút – Zákány utca – Kassai út – Baksay Sándor utca – Nagyerdei körút – Dóczy József utca – Kartács utca – Doberdó utca vá. |

## Megállóhelyei
| 0  | Doberdó utca végállomás  | 12 | 2 10, 10A, 10Y, 11, 15, 15Y, 22, 23, 23Y, 24, 36Y, 50 |
| 3  | Dóczy József utca        | 9  | 12, 22, 23, 23Y, 24                                   |
| 5  | Egyetem                  | ∫  | 1 10, 10A, 10Y, 12, 13, 22                            |
| 6  | Klinikák                 | 6  | 1 10, 10A, 10Y, 12, 13, 22, 24                        |
| 11 | Főnix Csarnok végállomás | 0  | 3, 3A, 5, 5A 16, 22, 22Y, 23, 23Y, 24, 24Y            |

## Menetrend
- Hivatalos menetrend
- utazástervező